# Massimo Dursi
Massimo Dursi, pseudonimo di Otello Vecchietti (Bologna, 1902 – Bologna, 17 aprile 1982), è stato un giornalista, scrittore e commediografo italiano.

## Biografia
Comincia la sua attività di scrittore nonostante le inutili lauree scientifiche a margine di tutt'altri mestieri. Scrive racconti su riviste e rivistine. Collabora all'Orto a Primato, a Letteratura, a Cronache, al Mondo di Pannunzio. Ha pubblicato un volume di racconti nel 1936 (Domenica sul fiume), un secondo seguirà molto più tardi (La colpa di ognuno).
Giornalista dal 1945, inviato e critico teatrale del settimanale Cronache (fondato e diretto da Enzo Biagi e redatto dal fratello Giorgio Vecchietti, Lamberto Sechi, Corrado Corazza e dallo stesso Dursi) e poi del Resto del Carlino fino al 1974.
Esordisce con La giostra rappresentata dalla Soffitta il primo teatro stabile bolognese, nel 1950. Seguirà nel '57 (ma era stato scritto cinque anni avanti) Bertoldo a Corte che inaugura un nuovo corso del teatro Stabile di Torino, regista Gianfranco De Bosio. Con La vita scellerata del nobile signore Gilles de Rais che fu nominato Barbablù apre la stagione 1973-74 del Piccolo Teatro di Milano.
Tra le altre opere ricordiamo in particolare : I posteri (Ancona 1954); I mostri o Alceste rivelata (Roma 1960); Il formicaio affogato (RF 1962); Un processo a Corfù (TV 1963); Stefano Pelloni detto il Passatore (Teatro Stabile di Bologna, Festival Internazionale di Venezia 1963); Fantasmi in cantina (Milano 1964); La balena bianca (Teatro Stabile di Genova 1966); Nessuno (1968 non rappresentata); Aurelia o l'illusione (RF 1971); Il tumulto dei ciompi (Gruppo della Rocca – Prato 1973).
Fra i drammi, per la radio e la TV, ricordiamo Affanni e canzoni del padre di Bertoldo con musiche di Adone Zecchi (1954) e Le fiabe spiegate agli adulti.
L'autore confessa di avere un debole per "Divertimenti" satirici e paradossali che è venuto stampando quasi tutti sulla rivista Il Caffè durante un decennio. Le sue opere sono state pubblicate in buona parte da Cappelli, Einaudi, Sampietro, Marsilio e sulla rivista Sipario.
L'unico romanzo Uzducur o della storia, scritto fra il 1940 ed il 1950, è pubblicato dal figlio Silvio Vecchietti, nel novembre del 1980.
Massimo Dursi muore nella sua villa di via dell'Osservanza il 17 aprile 1982.

## Opere

### Teatro

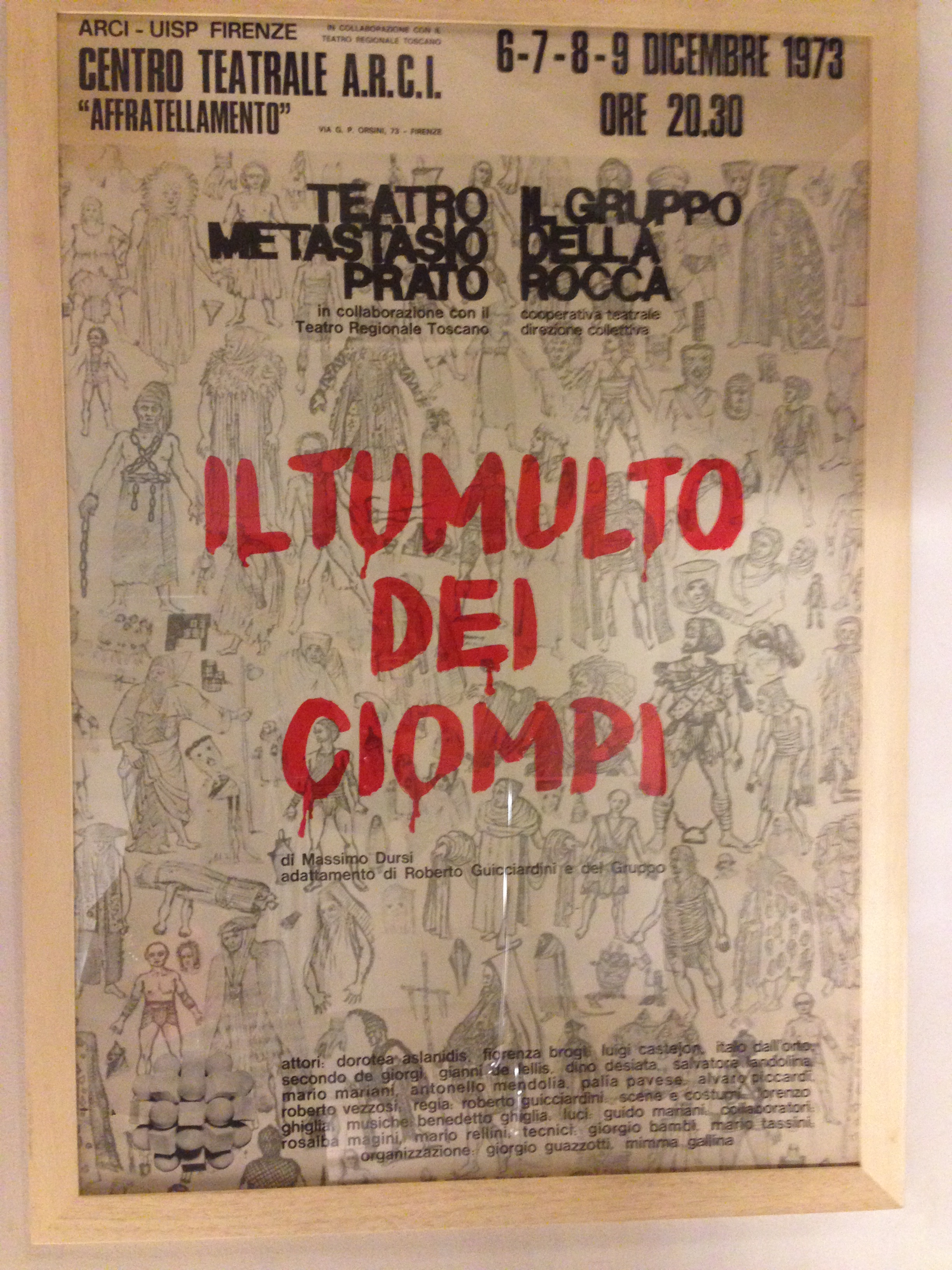
Il tumulto dei Ciompi, manifesto dello spettacolo. Compagnia Il Gruppo della Rocca, dicembre 1973

- Otello Vecchietti – Domani (Bologna, Edizioni L'Orto 1933);
- La Giostra (Bologna, 1950)
- Bertoldo a Corte (Bologna, Cappelli 1958);
- Teatro (Bologna, Cappelli 1960);
- Stefano Pelloni detto il Passatore (Einaudi 1963);
- La vita scellerata del nobile signore Gilles de Rais che fu chiamato Barbablù (Bologna, Sanpietro 1967);
- La vita scellerata del nobile signore Gilles de Rais che fu chiamato Barbablù (Marsilio Editori 1970);
- Stefano Pelloni detto il Passatore (Marsilio 1973);
- Il tumulto dei ciompi (Marsilio 1973);
- La trafila, Garibaldi in Romagna (Ravenna, Edizioni Il Girasole 1974);
- Bertoldo a corte (Marsilio 1975).

### Racconti
- Otello Vecchietti – Domenica sul fiume (Bologna, Edizioni L'Orto 1936);
- La colpa di ognuno (Guanda 1951);
- Uzducur o della Storia romanzo (Silvio Vecchietti Editore 1980).

### Raccolta di articoli e Saggistica
- Cinque festival di prosa nelle critiche teatrali di Massimo Dursi (Bologna, Cappelli 1956);
- Giovani Soli” indagine fra gli studenti italiani (Bologna “Il Mulino” 1958);
- Confessioni scabrose (Firenze, Vallecchi 1960);
- Bastardi si diventa (Bologna, Capitol 1963);
- Affanni e canzoni del padre di Bertoldo (Bologna Alfa 1966);
- La spelonca di Pio IX - ottocento romagnolo (Bologna Alfa1970);
- Mare preti e biciclette in Romagna (Edizioni del Girasole 1979).